# Studenten-Polka
Studenten-Polka (Polka des étudiants) est une polka de Johann Strauss II (op. 263). L'œuvre est créée le 24 février 1862 dans la salle Redouten de la Hofburg de Vienne.

## Histoire
La polka est écrite et interprétée par l'orchestre Strauss le 24 février 1862 pour le bal du carnaval des étudiants de Vienne, auxquels elle est dédiée. L’événement scintillant se déroule sous le patronage d’une douzaine de dames de la société viennoise de premier plan. La valse Patronessen-Walzer (opus 264) est également créée lors de cet événement. Dans cette polka, Strauss cite des chansons étudiantes bien connues telles que Gaudeamus igitur, Sind wir nicht zur Herrlichkeit geboren dans sa partie principale et Wohlauf noch getrunken den funkelnden Wein dans le Trio.

## Durée
Sa durée d'exécution est d'environ 3 minutes et 30 secondes. Elle peut varier légèrement selon l'interprétation musicale du chef d'orchestre.

## Interprétation notable
En 2015, la pièce est jouée lors du célèbre concert du nouvel an à Vienne, sous la direction de Zubin Mehta.